# Grafenhausen
Grafenhausen är en kommun och ort i Landkreis Waldshut i regionen Schwarzwald-Baar-Heuberg i Regierungsbezirk Freiburg i förbundslandet Baden-Württemberg i Tyskland.
Kommunen ingår i kommunalförbundet Oberes Schlüchttal tillsammans med kommunen Ühlingen-Birkendorf.